# UFC 191
UFC 191: Johnson vs. Dodson 2 fue un evento de artes marciales mixtas celebrado por Ultimate Fighting Championship el 5 de septiembre de 2015 en el MGM Grand Garden Arena, en Las Vegas, Nevada.

## Historia
El evento estelar contó con el combate por el campeonato de peso mosca entre el actual campeón Demetrious Johnson y John Dodson. En su primer combate en UFC on Fox 6, Johnson ganó la pelea por decisión unánime.
El evento coestelar contó con el combate entre los excampeones de peso pesado Andrei Arlovski y Frank Mir.

## Resultados
1. ↑  Por el Campeonato de Peso Mosca de UFC.

## Premios extra
Cada peleador recibió un bono de $50,000.
- Pelea de la Noche: Francisco Rivera vs. John Lineker
- Actuación de la Noche: Anthony Johnson y Raquel Pennington